# Manni Schmidt
Manfred „Manni” Schmidt (ur. 27 listopada 1964) – niemiecki gitarzysta heavymetalowy. Były członek grup Rage i Grave Digger.

## Dyskografia
Rage
- Perfect Man (1988)
- Secrets in a Weird World (1989)
- Reflections of a Shadow (1990)
- Trapped! (1992)
- The Missing Link (1993)

Grave Digger
- The Grave Digger (2001)
- Rheingold (2003)
- The Last Supper (2005)
- Liberty or Death (2007)
- Ballads of a Hangman (2009)